# Parque nacional Cañón de los Reyes
El parque nacional Cañón de los Reyes (en inglés: Kings Canyon National Park) es un parque nacional estadounidense situado en la parte sur de Sierra Nevada y al este de Fresno, California. El parque quedó establecido como tal en 1940 y cubre 186.925 ha. El antiguo parque nacional General Grant, creado en 1890 para proteger el General Grant Grove (grove significa arboleda en español) de secuoyas gigantes, forma parte de dicho parque.
El parque está al norte del parque nacional de las Secuoyas y es contiguo a este. El Servicio de Parques Nacionales administra ambos de forma conjunta.

## Historia
Los colonos blancos conocían el Cañón de los Reyes desde mediados del siglo XIX pero no fue hasta que John Muir visitó el lugar en 1873 que el cañón comenzó a ser objeto de atención. Muir estaba encantado por el parecido del cañón con el Valle de Yosemite pues reforzaba su teoría sobre el origen de ambos valles que en ese momento competía con la más aceptada de la época, la de Josiah Whitney, que afirmaba que los espectaculares valles montañosos se habían formado por la acción de terremotos. La teoría de Muir demostró ser correcta con posterioridad: ambos valles habían sido tallados por enormes glaciares durante la última glaciación.
El entonces Secretario del Interior de los Estados Unidos, Harold Ickes, luchó para crear el parque nacional Cañón de los Reyes. Contrató a Ansel Adams para que fotografiase y documentase este y otros parques lo que condujo en gran medida a la aprobación del proyecto de ley en marzo de 1940 que combinaba el General Grant Grove con las zonas vírgenes más allá del arroyo Zumwalt.
El futuro del Cañón de los Reyes estuvo en duda durante casi cincuenta años. Existía un proyecto para construir una presa en el extremo occidental del valle a lo que se oponían muchas personas. El debate quedó zanjado en 1965 cuando el valle, junto con el Valle Tehipite, se añadió al parque.

## Geografía

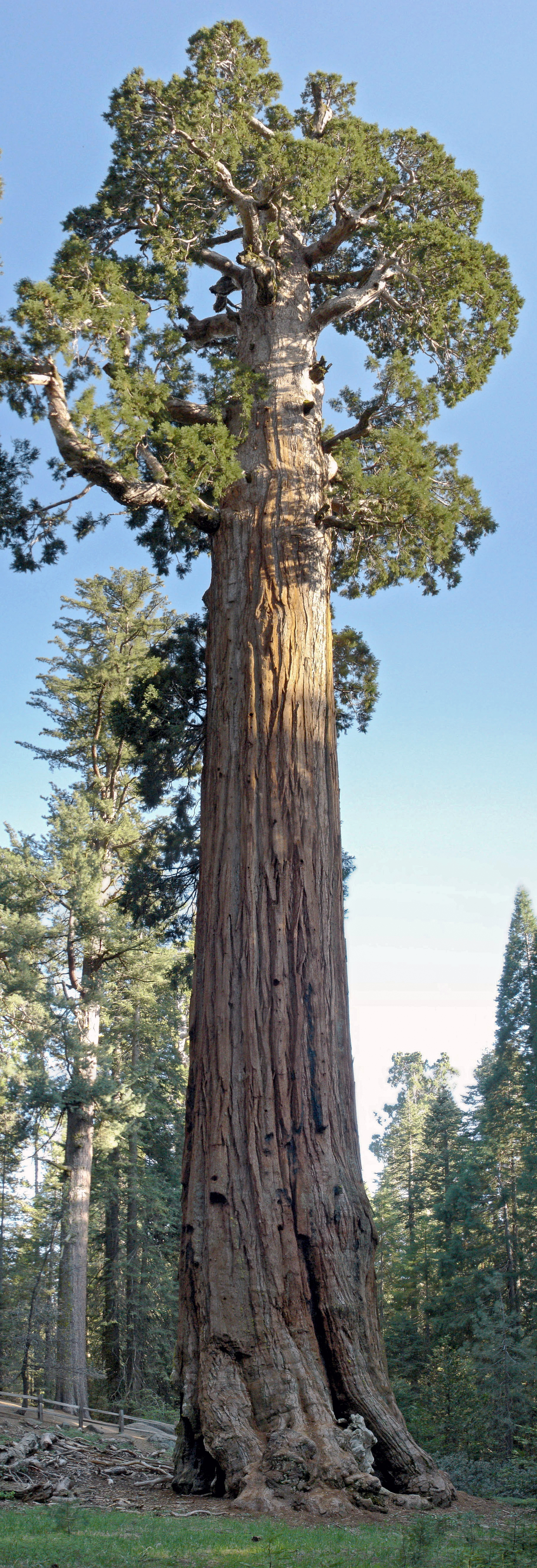
General Grant, ubicado en el General Grant Grove en el parque nacional Cañón de los Reyes.

El parque nacional Cañón de los Reyes está compuesto por dos secciones. La pequeña, designada sección General Grant Grove, protege varias zonas boscosas de secuoyas gigantes que incluyen el General Grant Grove y al famoso General Grant y el Redwood Mountain Grove, que es la mayor arboleda natural de secuoyas gigantes que queda en el mundo (con una superficie de 1300 ha. y más de 15800 secuoyas de más de 30 m de diámetro). Los bosques de secuoya gigante del parque son parte de las 81920 ha. de bosque primario compartidas por el parque nacional Cañón de los Reyes y el de las Secuoyas. Esta sección del parque es sobre todo bosque templado de coníferas y es de fácil acceso a través de sus carreteras asfaltadas.

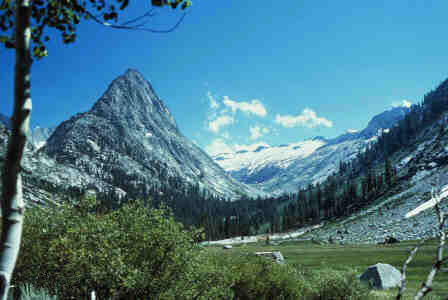
Cloud Canyon.

El resto del parque nacional, que comprende el 90% de su área total, se ubica al este del General Grant Grove y forma la cabecera de las bifurcaciones media y meridional del río de los Santos Reyes y la bifurcación meridional del río San Joaquín. Ambas bifurcaciones del río de los Santos Reyes comprenden extensos cañones glaciares y un tramo del cañón de la bifurcación meridional, conocido como Cañón de los Reyes (Kings Canyon), da nombre al parque. El Cañón de los Reyes, con una profundidad máxima de 2500 m, es uno de los cañones más profundos de los Estados Unidos gracias a la acción de grandes glaciares sobre el granito del lugar. El Cañón de los Reyes y su área urbanizada, Cedar Grove, es la única porción de la parte principal del parque que es accesible con vehículos de motor. Tanto el Cañón de los Reyes como su gemelo, la bifurcación media conocida como Valle Tehipite, son valles glaciares con forma de U profundamente incisos con suelos relativamente llanos e imponentes acantilados de granito de cientos de metros de altura. El cañón cuenta además con diversos sistemas de cuevas, entre ellos el de la cueva Boyden, abierto al público.
Al este de los cañones están los altos picos de Sierra Nevada que alcanzan una elevación de 4343 m en la cima del North Palisade, el punto más alto del parque. Este es un paisaje típico de las tierras altas de la Sierra: yermas crestas alpinas y cuencas lacustres rellenadas por los derrubios de los glaciares. Estas tierras altas están libres de nieve habitualmente en finales de junio y finales de octubre y solo es accesible a pie o mediante pistas para caballos.
Las crestas de la Sierra forman el límite oriental del parque, desde el Monte Goethe al norte hasta el Junction Peak en el límite con el parque nacional de las Secuoyas. Varios puertos de montaña cruzan la cresta hacia el parque, entre ellos Bishop Pass, Taboose Pass, Sawmill Pass y el Kearsarge Pass. Todos estos puertos están a más de 3400 m de altura.

## Geología

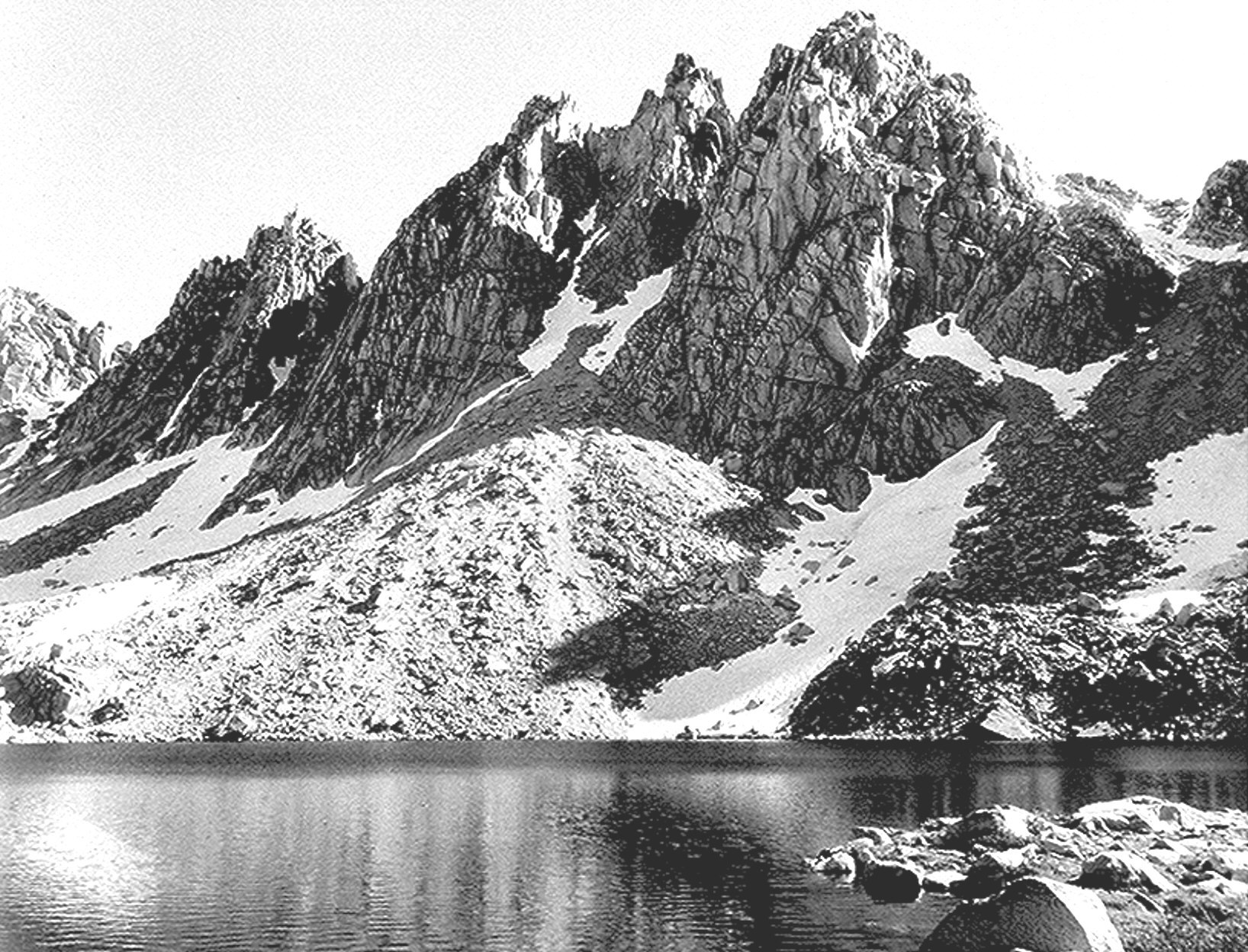
Kearsarge Pinnacles, por Ansel Adams.

El Cañón de los Reyes es un amplio valle glaciar compuesto de altos acantilados, un río serpenteante, arroyos de color verde intenso y cascadas. A pocos kilómetros fuera del parque el cañón se vuelve más profundo y su pendiente más pronunciada convirtiéndose discutiblemente en el cañón más profundo de Norteamérica por escaso margen. La confluencia de las bifurcaciones media y sur del río de los Santos Reyes se produce a 690 m mientras el Spanish Peak se alza a 3064 m sobre el río en el lado norte del cañón.
La mayoría de las montañas y cañones de la Sierra Nevada están formados por roca granítica. Estas rocas, como el granito, la diorita y la monzonita, se forman cuando la roca fundida se enfría muy lejos de la superficie. Esta roca fundida se produjo a consecuencia de un proceso geológico conocido como subducción. Poderosas fuerzas geológicas forzaron que la masa de tierra bajo las aguas del Océano Pacífico se introdujese debajo de la placa Norteamericana. El agua supercalentada arrastrada por el fondo oceánico subducido asciende violentamente y derrite la roca a su paso. Este proceso tuvo lugar durante el periodo Cretácico, hace 100 millones de años. Las rocas graníticas tienen una apariencia manchada debido a que contienen diversos minerales que incluyen el cuarzo, feldespatos y micas.

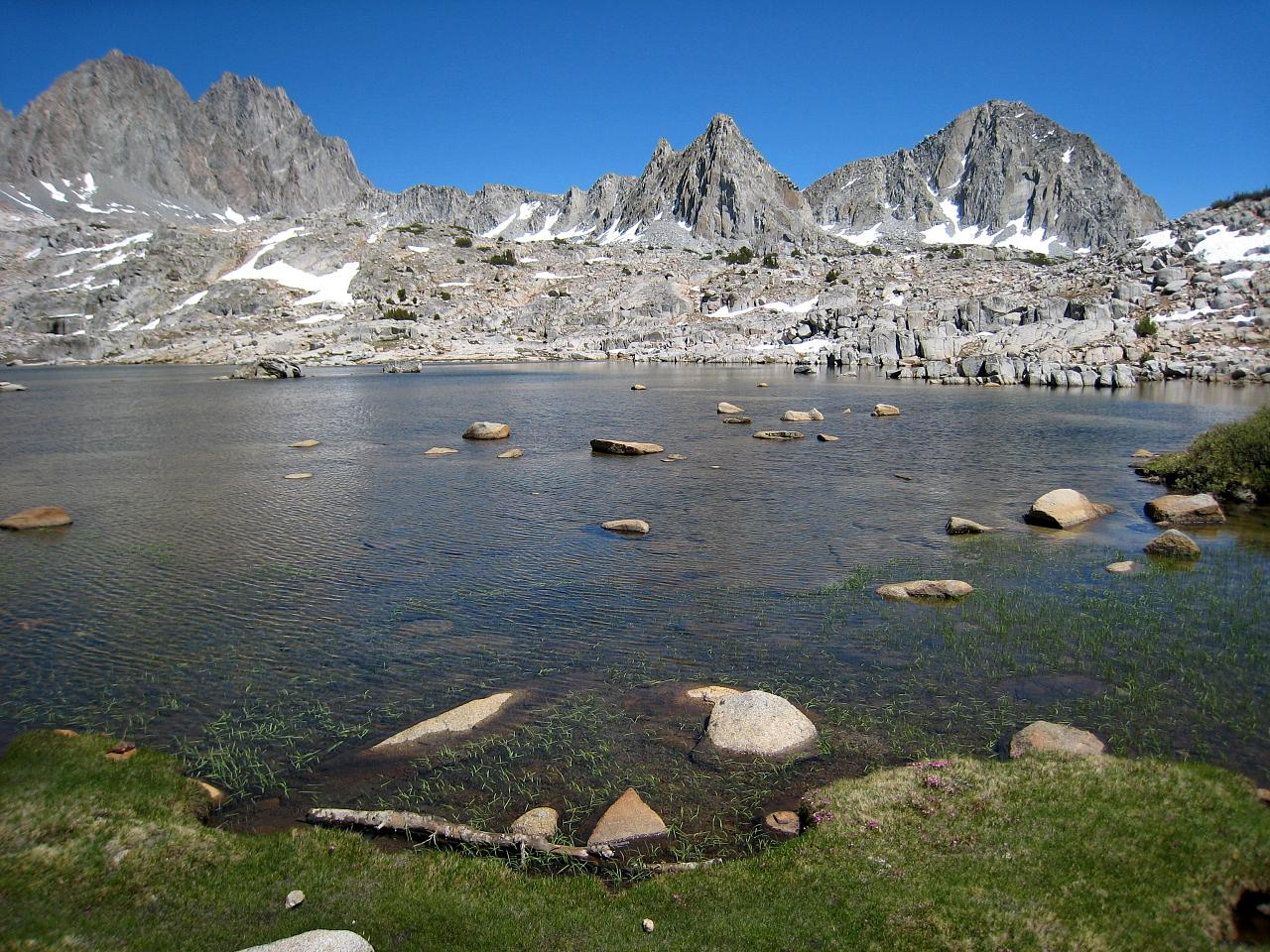
Cuenca Dusy en el Cañón de los Reyes.

Aunque los geólogos debaten los detalles está claro que la Sierra Nevada es una cordillera joven, probablemente de menos de 10 millones de años de edad. Descomunales fuerzas del manto terrestre, probablemente asociadas a la aparición de la Gran Cuenca, forzaron el crecimiento de las montañas y su progresiva ganancia de altitud. Durante estos 10 millones de años han tenido lugar al menos cuatro periodos de avance de los glaciares que han cubierto las montañas con un grueso manto de hielo. Los glaciares se forman y crecen durante largos periodos de clima frío y húmedo y descienden atravesando las montañas como ríos a cámara lenta que tallan profundos valles y laderas escarpadas. La combinación de la larga historia de las glaciaciones en la cordillera y la naturaleza resistente a la erosión de las rocas graníticas que componen la mayoría de la Sierra Nevada han propiciado la creación de valles estrechos, cascadas, picos abruptos, lagos alpinos y cañones glaciales.

## Zonas recreativas
Los campamentos del parque nacional de las Secuoyas y del Cañón de los Reyes se hallan en zonas arboladas de robles en las laderas cálidas y secas o en los más frescos bosques de coníferas a mayor altitud. Su altitud va desde los 640 m a los 2300 m Los campamentos de Lodgepole, Dorst, Grant Grove y Atwell Mill están cerca de bosques de secuoyas gigantes. En general los campamentos a mayor altitud son más frescos y están más cerca de las secuoyas.